# Jean Vidalon
Jean Vidalon, né le 14 novembre 1869 à Cazaubon et mort le 27 décembre 1959, est un général de division français,  grand-croix de la Légion d'honneur. 
Saint-Cyrien, il se distingue lors de la Première Guerre mondiale, en qualité de chef d'état-major adjoint de l'armée française et de chef de la 2e section de l'état-major général, chargée notamment des relations avec les armées étrangères et le Bureau spécial franco-américain. Il gère et coordonne avec succès les relations du ministère de la Guerre avec les autorités américaines. À partir du mois de septembre 1918, il commande la 63e division d'infanterie transformée, avec du personnel français et « polonais », en 1re division polonaise. Puis, lors de la pacification du Maroc, il est commandant supérieur des troupes de décembre 1926 à mai 1931.

## Biographie
Fils de Jean Vidalon, gendarme à cheval, et de Marie Talès. Il intègre la 73e promotion de l'École spéciale militaire de Saint-Cyr (1888-1890), promotion du Grand Triomphe.
Il élevé à la dignité de grand officier de la Légion d'honneur le 11 juillet 1928, décoration remise le 22 novembre 1928 par le Maréchal Franchet d'Esperey puis de grand-croix de la Légion d'honneur le 10 juillet 1931, décoration remise le 14 juillet 1931 par le Président de la République Paul Doumer.

## Grades
- 1892 lieutenant
- 1900 capitaine
- 1910 chef de bataillon
- 1917 général de brigade
- 1924 général de division
- 1928 Général de corps d'armée

## Décorations

### Françaises
- Grand-croix de la Légion d'honneur (10/07/1931)
  - Grand Officier (11/07/1928)
  - Commandeur (10/08/1924)
  - Officier (29/12/1916)
  - Chevalier (12/7/1911)
- Croix de guerre 1914–1918

### Américaine
- Army Distinguished Service Medal (États-Unis) (1924)[1]

### Polonaise
- Décoration de Ve classe de l'ordre de la Virtuti Militari ( Pologne), 1921[2]